# Россия, любовь моя!
«Россия, любовь моя!» — программа, посвящённая традициям и обычаям разных народов России от Камчатки до Балтики, от Таймыра до Кавказа. Проект выходит на канале «Россия-Культура» с 2013 года.

## Описание
Идея проекта принадлежит главному редактору телеканала «Культура» Сергею Шумакову.
В каждом выпуске программы рассказывается о традиционной культуре какого-либо народа или региона, конкретному обычаю или традиции: вышивке, музыкальным инструментам, песням, блюдам, эпическим сказаниям . В студию приглашают представителей различных регионов страны, рассуждающих об особенностях коренной культуры своего народа/региона, а также учёных-этнографов, которые делятся своим профессиональным мнением с телезрителями и самим ведущим, рассказывая про коренные культурные явления народов и обсуждая сюжеты, фигурирующие в выпуске передачи. В сюжетах используются кадры из этнографических фильмов.
Проект рассказывает о жизни регионов страны под неожиданным углом: по замыслу авторов программы, рассказывать о бескрайних просторах нашей родины, о людях, её населяющих и сохраняющих народные традиции и обычаи, будет иностранец, который, несмотря на то что давно и вполне успешно интегрировался в русскую жизнь, всё равно смотрит на Россию другими глазами — Пьер-Кристиан Броше — французский путешественник и издатель, живёт в России уже двадцать лет. Здесь он обрёл своё семейное счастье с художницей Анной Голицыной. Желая лучше узнать страну, в которой родились его супруга и дети, Пьер Броше побывал на Урале, Чукотке, в Горном Алтае, Якутии, Башкирии, Мордовии, познакомился с традициями и обычаями населяющих Россию народов.
В передаче принимают участие историки и учёные-этнографы из разных регионов страны.
Видео ряд выпусков программы строится на оригинальных съёмках специалистов студии с привлечением уникальных кинодокументов. Многие съёмки осуществились благодаря поддержке Русского Географического Общества и Федеральной целевой программе «Укрепление единства российской нации и этнокультурное развитие народов России 2014—2020 годы».

## Награды
- Премия «Патриот России».
  - Победитель в номинации «Мы — россияне!» 2014 г.
  - Специальная премия 2014 г.
- Национальная премия «Хрустальный компас».
  - «Лучшее освещение в СМИ» 2015 г.